# Dr.-Karl-Renner-Publizistikpreis
Der Dr.-Karl-Renner-Publizistikpreis, Eigenschreibweise Dr. Karl Renner Publizistikpreis, wird alle zwei Jahre vom Österreichischen Journalisten Club (ÖJC) an österreichische Journalisten für hervorragende, langjährige journalistische Leistungen vergeben. Er ist nach Karl Renner, dem Gründer der Ersten und Zweiten Republik Österreichs, benannt.

## Geschichte des Preises
Der Preis wurde 1964 von der Sektion Journalisten in der Gewerkschaft Kunst Medien Freie Berufe im Österreichischen Gewerkschaftsbund ÖGB gegründet und von der Gewerkschaftsbank BAWAG P.S.K. finanziert.
Nachdem es Ende der 1970er / Anfang der 1980er Jahre zu Unstimmigkeiten zwischen dem ÖGB, der SPÖ und dem damaligen Chef der Journalistengewerkschaft Günther Nenning wegen seines Engagements bei der Besetzung der Hainburger Au kam, zog sich die BAWAG von der Finanzierung des Preises zurück. Nenning wollte daraufhin den Preis über eine Bausteinaktion durch die Mitglieder der Journalistengewerkschaft finanzieren, was misslang.
Da der Preis damit für die Journalistengewerkschaft unfinanzierbar war, wurde er mit allen Rechten an den Österreichischen Journalisten Club (ÖJC) übergeben. Dessen Obmann Norbert Adam schuf ein Kuratorium von österreichischen Firmen und Institutionen und konnte so die Finanzierung und regelmäßige Vergabe des Preises seit 1984 durch den ÖJC sicherstellen. Sein Nachfolger Fred Turnheim baute dieses System weiter aus. Der Preis wird seitdem regelmäßig vom ÖJC vergeben. 2023 erfolgte unter ÖJC-Präsident Norbert Welzl eine Neudefinition des Dr. Karl Renner Publizistikpreises quasi als „Ehrenoskar der Journalistik“.
In den Jahren 2007/2008/2009 wurde der Preis ausgesetzt, seit 2010 wurde er nicht mehr alle zwei Jahre, sondern jährlich und in den Kategorien Online, Print, Radio und Fernsehen vergeben.
2020 und 2021 wurde die Verleihung aufgrund der COVID-19-Pandemie ausgesetzt.
Ab 2022 wird der Dr. Karl Renner Publizistikpreis vom Österreichischen Journalisten Club wieder alle zwei Jahre (alternierend mit dem New Media Journalism Award) verliehen.

## Preisträger bis 2009
| Jahr | Preisträger                                                   |
| ---- | ------------------------------------------------------------- |
| 1964 | René Marcic                                                   |
| 1964 | Oscar Pollak (postum)                                         |
| 1965 | Anton Fellner                                                 |
| 1965 | Josef Riedler                                                 |
| 1965 | Hermann Stöger                                                |
| 1965 | Helmut Zilk                                                   |
| 1966 | Louis Barcata                                                 |
| 1966 | Heinz Brantl                                                  |
| 1966 | Hugo Portisch                                                 |
| 1966 | Gerhard Weis                                                  |
| 1967 | Claus Gatterer                                                |
| 1967 | Franz Kreuzer                                                 |
| 1967 | Norbert Leser                                                 |
| 1967 | Manfred Nayer                                                 |
| 1967 | Karl Heinz Ritschel                                           |
| 1967 | Kurt Skalnik                                                  |
| 1967 | Kuno Knöbl (Förderpreis)                                      |
| 1968 | Jacques Hannak                                                |
| 1968 | Horst Knapp                                                   |
| 1968 | Kollektivpreis Die Furche                                     |
| 1968 | Rita Berger                                                   |
| 1968 | Trautl Brandstaller                                           |
| 1968 | Orlinda Pawek                                                 |
| 1968 | Anton Pelinka                                                 |
| 1969 | Alfons Dalma                                                  |
| 1969 | Kurt Vorhofer                                                 |
| 1969 | Friedrich Scheu                                               |
| 1969 | Ernst Fischer                                                 |
| 1969 | Peter Lingens (Förderungspreis)                               |
| 1969 | Hans Jablonka (Förderungspreis)                               |
| 1970 | Hellmut Andics                                                |
| 1970 | Fritz Csoklich                                                |
| 1970 | Karl Grabner                                                  |
| 1970 | Erich Lessing                                                 |
| 1970 | Oscar Bronner (Förderungspreis)                               |
| 1970 | Die Redaktion (österreichischen) „Academia“ (Förderungspreis) |
| 1971 | Rudolf Angerer                                                |
| 1971 | Rupert Gmoser                                                 |
| 1971 | Hannes Leopoldseder                                           |
| 1971 | Helmut Pfitzner                                               |
| 1971 | Ernst Trost                                                   |
| 1971 | Redaktion „hallo“ (Förderungspreis)                           |
| 1972 | Otto Leichter                                                 |
| 1972 | Hubert Feichtlbauer                                           |
| 1972 | Hans Walter Christ und Egon Blaschka                          |
| 1972 | Otto M. Fielhauer                                             |
| 1972 | Redaktion „anstoss“ (Förderungspreis)                         |
| 1972 | Ralph Grossmann und Herbert Hauk und ORF (Förderungspreis)    |
| 1972 | Heide Pils (Förderungspreis)                                  |
| 1972 | Gertrude Rafeiner (Förderungspreis)                           |
| 1973 | Hans Dibold                                                   |
| 1973 | Fritz Sitte                                                   |
| 1973 | Kurt Wimmer                                                   |
| 1973 | Wolf-Dieter Hugelmann (Förderungspreis)                       |
| 1973 | Hans Mahr (Förderungspreis)                                   |
| 1973 | Redaktion „Musikbox“ ORF/HF (Förderungspreis)                 |
| 1973 | Ursula Pasterk (Förderungspreis)                              |
| 1973 | Günther Poidinger (Förderungspreis)                           |
| 1974 | Peter Klar                                                    |
| 1974 | Paul Lendvai                                                  |
| 1974 | Sigrid Löffler                                                |
| 1974 | Heinz Nußbaumer                                               |
| 1974 | Werner Schneyder                                              |
| 1974 | Georg Wailand                                                 |
| 1974 | Götz Hagmüller (Förderungspreis)                              |
| 1974 | Marie Luise Kaltenegger (Förderungspreis)                     |
| 1975 | Hermann Czekal                                                |
| 1975 | Team vom ORF „teleobjektiv“                                   |
| 1975 | Helmut Romé                                                   |
| 1975 | Hermann Polz                                                  |
| 1975 | Erwin Melchart (Förderungspreis)                              |
| 1975 | Redaktion „Rennbahn-Express“ (Förderungspreis)                |
| 1975 | Werner Vogt (Förderungspreis)                                 |
| 1976 | Georg Nowotny                                                 |
| 1976 | Günter Traxler                                                |
| 1976 | Trautl Brandstaller                                           |
| 1976 | Otto Schulmeister                                             |
| 1976 | profil                                                        |
| 1976 | Walter Pissecker                                              |
| 1976 | Harald Irnberger (Förderungspreis)                            |
| 1976 | Richard Goll und Alfred Treiber (Förderungspreis)             |
| 1976 | Schülerzeitung „KRITIK“ (Sonderpreis)                         |
| 1977 | Kuno Knöbl                                                    |
| 1977 | Karl Löbl                                                     |
| 1977 | Hans Köppl                                                    |
| 1977 | Birgit Cerha (Förderungspreis)                                |
| 1977 | „Minibox“/ORF (Förderungspreis)                               |
| 1977 | Friedrich Graupe (Förderungspreis)                            |
| 1977 | Walter Salzmann (Förderungspreis)                             |
| 1978 | Paul Blaha                                                    |
| 1978 | Axel Corti                                                    |
| 1978 | Ronald Barazon                                                |
| 1978 | Manfred Scheuch                                               |
| 1978 | Redaktion „erziehung heute“ (Förderungspreis)                 |
| 1978 | Wolfgang Haupt (Förderungspreis)                              |
| 1979 | Josef Laschober                                               |
| 1979 | Gerhard Mayer                                                 |
| 1979 | Dieter Seefranz                                               |
| 1979 | Hans Zerbs und Norbert Hochmayer                              |
| 1979 | Redaktion Falter (Förderungspreis)                            |
| 1979 | Redaktion Föhn (Förderungspreis)                              |
| 1979 | Liselotte Palme (Förderungspreis)                             |
| 1980 | Alfred Magaziner                                              |
| 1980 | Eva Deissen                                                   |
| 1980 | „Ohne Maulkorb“/ORF                                           |
| 1980 | Hans-Peter Martin (Förderungspreis)                           |
| 1980 | Kurt Langbein (Förderungspreis)                               |
| 1981 | Alfred Worm                                                   |
| 1981 | Barbara Coudenhove-Kalergi                                    |
| 1981 | „APROPOS“ Schüler- u. Jugendztg. (Förderungspreis)            |
| 1982 | Rudolf Nagiller                                               |
| 1982 | „Gegenstimmen“ (Förderungspreis)                              |
| 1982 | „Sterz“ (Förderungspreis)                                     |
| 1984 | Claus Gatterer (postum)                                       |
| 1984 | Dieter Zehentmayr                                             |
| 1986 | Heinz Nußbaumer                                               |
| 1988 | Reinhard Engel                                                |
| 1990 | Hans Rauscher                                                 |
| 1992 | Friedrich Orter mit Kamerateam                                |
| 1992 | Amir Esmann Kameramann und Amir Malek Kamera-Assistent        |
| 1992 | Christian Ortner                                              |
| 1994 | Harry Weber                                                   |
| 1996 | Redaktion „ORIENTIERUNG“, ORF                                 |
| 1996 | Christian Schüller (Ehrende Anerkennung)                      |
| 1998 | Helmut Opletal                                                |
| 2000 | Andreas Novak                                                 |
| 2002 | Armin Thurnher                                                |
| 2004 | Alfred Treiber                                                |
| 2006 | Christoph Feurstein                                           |

## Preisträger ab 2010
| Jahr | Print                 | Fernsehen                           | Radio                                   | Online                | Lebenswerk             |                       |
| ---- | --------------------- | ----------------------------------- | --------------------------------------- | --------------------- | ---------------------- | --------------------- |
| 2010 |                       | Hans Bürger                         | Cornelia Krebs                          | Irene Brickner        |                        | [ 4 ]                 |
| 2011 |                       | Helene Maimann                      | Michael Schrott                         | Walter Gröbchen       |                        | [ 5 ]                 |
| 2012 | Kurt Kuch             | Julia Ortner                        | Johannes Kaup                           |                       |                        | [ 6 ]                 |
| 2013 | Eva Weissenberger     | Georg Ransmeyer                     | Ernst Weber                             | Redaktion neuwal      |                        | [ 7 ]                 |
| 2014 | Esther Mitterstieler  | Julius Kratky                       | Susanne Ayoub                           | Erich Moechel         | Hannes Kar             | [ 8 ] [ 9 ] [ 10 ]    |
| 2015 | Markus Schauta        | Redaktion des Fernsehsenders Puls 4 | Johannes Gelich                         | dossier.at            |                        | [ 11 ] [ 12 ]         |
| 2016 | Nina Horaczek         | Julia Kovarik, Alexandra Augustin   | Marlene Groihofer                       | Stefan Kappacher      | Peter Lachnit          | [ 13 ]                |
| 2017 | Nina Strasser         | Nina Horowitz                       | Christine Scheucher, Peter Waldenberger | ORF-Teletext          | Rainer Rosenberg       | [ 14 ]                |
| 2018 | Nina Kreuzinger       | Kim Kadlec und Max Nicholls         |                                         | Yvonne Widler         | Kurt Langbein          | [ 16 ]                |
| 2019 | Martin Staudinger     | Benedict Feichtner                  | Natasa Konopitzky                       | Barbara Wimmer        | Otmar Lahodynsky       | [ 19 ]                |
| 2020 | Verleihung ausgesetzt | Verleihung ausgesetzt               | Verleihung ausgesetzt                   | Verleihung ausgesetzt | Verleihung ausgesetzt  | Verleihung ausgesetzt |
| 2022 |                       | Martin Steiner                      |                                         |                       | Dimitris Dimitrakoudis |                       |

2017 wurde erstmals der Dr. Karl Renner Solidaritätspreis für Publizistik verliehen, Preisträger waren Deniz Yücel und Meşale Tolu. 2018 ging der Solidaritätspreis an Max Zirngast. 2022 wurde der Dr. Karl Renner-Solidaritätspreis Julian Assange zuerkannt.
2024 wurden Gudrun Harrer (Der Standard) und Wieland Schneider (Die Presse) nominiert. Natalie Amiri erhielt den Dr. Karl Renner Solidaritätspreis, Rennerpreisträger 2024 wurden Elisabeth Pfneisl und Marlies Faulend von HolyScreen Media für ihre TV-Dokumentationsreihe Die talentierten Herren.